# Marie-Isabelle d'Espagne
Pour les articles homonymes, voir Isabelle d'Espagne.
Titre
Reine consort des Deux-Siciles
4 janvier 1825 – 8 novembre 1830
(5 ans, 10 mois et 4 jours)
María Isabel de Borbon, en français Marie-Isabelle de Bourbon, infante d'Espagne, née le 6 juillet 1789 à Madrid et morte le 13 septembre 1848 à Portici. Deuxième épouse du roi François Ier des Deux-Siciles, elle est la mère de douze enfants et la grand-mère de soixante-et-un petits-enfants parmi lesquels figures la reine Isabelle II, le roi François II des Deux-Siciles, le grand-duc Ferdinand IV de Toscane, la princesse Isabelle du Brésil et Maria Pia de Bourbon-Siciles, duchesse titulaire de Parme et de Plaisance. 

## Biographie
Née à Madrid en 1789, elle est l'une des nombreuses filles du roi Charles IV et de Marie-Louise de Bourbon-Parme.
Une rumeur court selon laquelle Marie-Isabelle aurait pu être la fille de Manuel Godoy et dans ses accès d'humeurs sa belle-mère, la reine Marie-Caroline, qui n'était pas plus une épouse fidèle que ne l'avait été la mère de sa bru, la traitait de "bâtarde épileptique engendrée par le crime et la scélératesse". Par ailleurs, la jeune femme mena une vie fort légère qui choqua certains de ses enfants.
Le 6 octobre 1802, âgée de 13 ans elle épousa le futur roi François Ier des Deux-Siciles, son cousin germain, 25 ans, veuf de Marie-Clémentine d'Autriche (1777-1801), leur commune cousine utérine, père d'une petite fille, Marie-Caroline de Bourbon-Siciles, future duchesse de Berry.
De cette union naîtront:
- Louise-Charlotte (1804-1844), qui épouse son oncle maternel François de Paule d'Espagne en 1819 ;
- Marie-Christine (1806-1878), qui épouse en 1829 son oncle maternel le roi Ferdinand VII, déjà trois fois veuf mais sans enfants. Veuve, elle devint régente pour sa fille, la reine Isabelle II, et épouse en secondes noces, Agustin Fernando Munoz y Sanchez, duc de Riansares, en 1833 ;
- Ferdinand II (1810-1859) qui succède à son père en 1830, épouse en 1832 Marie-Christine de Savoie (1812-1836) puis en 1837 Marie-Thérèse de Habsbourg-Lorraine-Teschen (1816-1867) ;
- Charles-Ferdinand (1811-1862), prince de Capoue, en 1836 il contracte une union morganatique avec Pénélope Smyth (1815-1882) qui, à l'occasion, fut titrée duchesse de Mascali ;
- Léopold (1813-1860), comte de Syracuse, en 1837 il épouse Marie de Savoie-Villafranca (1814-1898) ;
- Marie-Antoinette (1814-1898), en 1833 elle épouse le grand-duc de Toscane Léopold II (1797-1870) ;
- Antoine (1816-1843) ;
- Marie-Amélie (1818-1857), en 1832 elle épouse son cousin l'infant Sébastien d'Espagne (1811-1875) ;
- Marie-Caroline (1820-1861), en 1850 elle épouse l'infant Charles d'Espagne, prétendant carliste d'Espagne ;
- Thérèse-Christine (1822-1889), elle épouse l'empereur du Brésil Pierre II en 1843 ;
- Louis (1824-1897), en 1844 il épouse la princesse Janvière du Brésil (1822-1901) ;
- François de Paule (1827-1892), en 1850 il épouse sa nièce Marie-Isabelle de Habsbourg-Toscane (1834-1901) ;

Devenue veuve, elle tenta d'imposer la régence contre son fils, le roi Ferdinand II, mais le complot fut découvert. La jeune reine Marie-Christine s'entremit pour réconcilier la mère et le fils. Marie-Isabelle intervint vainement en faveur de son fils préféré, le frivole prince de Capoue qui contracta une union morganatique et passa le reste de son existence en exil.
La reine-mère s'éprit d'un officier autrichien qu'elle songea épouser mais l'homme n'exigeait rien moins que le prédicat d' « Altesse Royale ». Outrée, Marie-Isabelle demanda au roi de le faire expulser du royaume. Elle épousa en 1839 un officier, Francesco, comte del Balzo, (1804-1882). Populaire en raison de sa charité, elle mourut peu après les événements de 1848 et fut inhumée en la basilique Santa Chiara de Naples, nécropole des rois des Deux-Siciles.

### Sources
- Généalogie des rois et des princes de Jean-Charles Volkman Edit. Jean-Paul Gisserot (1998)